# Elepla
Elepla (łac. Dioecesis Eleplensis) – stolica historycznej diecezji w Hiszpanii, w Andaluzji, sufragania metropolii Sewilla. Współczesne miasto Niebla. 
Erygowana prawdopodobnie w V wieku, zniesiona w XII wieku.
Obecnie katolickie biskupstwo tytularne ustanowione przez Pawła VI w 1969.

## Biskupi tytularni
| Lp. | Biskup                     | Funkcja                                       | Od              | Do                   |
| --- | -------------------------- | --------------------------------------------- | --------------- | -------------------- |
| 1   | Luis Almarcha Hernández    | emerytowany biskup León (Hiszpania)           | 4 kwietnia 1970 | 11 grudnia 1970      |
| 2   | Ciro Alfonso Gómez Serrano | biskup koadiutor Socorro y San Gil (Kolumbia) | 24 lipca 1972   | 25 października 1975 |
| 3   | Pablo Ervin Schmitz Simon  | wikariusz apostolski Bluefields (Nikaragua)   | 22 czerwca 1984 | 30 listopada 2017    |
| 4   | Jesús Vidal Chamorro       | biskup pomocniczy Madrytu (Hiszpania)         | 29 grudnia 2017 | 3 grudnia 2024       |